# مزرعة كريم جرجاني (المزرعة الجنوبية)
مزرعة کریم جرجاني (بالفارسية: مزرعه کریم جرجانی) هي قرية تقع في إيران في قسم المزرعة الجنوبیة الريفي. يقدر عدد سكانها بـ 169 نسمة بحسب إحصاء 2016.